# Marián Kelemen
Marián Kelemen (* 7. Dezember 1979 in Michalovce) ist ein slowakischer Fußball-Torhüter.

## Karriere
Der 1,88 m große Kelemen ist ein Wandervogel, bereits in zu Beginn seiner Karriere spielte er bei sieben Vereinen, darunter von 1994 bis 1997 in der Jugend von NAC Breda und 2001 bei ŠK Slovan Bratislava. Begonnen hatte er in seiner Heimatstadt beim ŠK Zemplín Michalovce. Nachdem er in seiner Jugend schon in den Niederlanden Auslandserfahrung gesammelt hatte, kamen als Senior die Türkei, Lettland, Spanien, Griechenland und Polen hinzu.
Kelemens größter Erfolg in seiner Fußballerlaufbahn war der Gewinn des Lettischen Fußballpokals 2003 mit dem FK Ventspils (4:0 gegen Skonto Riga). Mit Śląsk Wrocław war er im September/Oktober 2011 Tabellenführer in der polnischen Ekstraklasa. Mit Śląsk hatte er außerdem 2011 einige Einsätze in der Zweiten und Dritten Qualifikationsrunde der UEFA Europa League 2011/12. Außerdem konnte er als Torhüter bei Śląsk ein Tor erzielen, als er am letzten Spieltag der Saison 2010/11 im Heimspiel gegen den Absteiger Arka Gdynia beim Stand von 4:0 in der 85. Minute einen Foulelfmeter verwandelte.

## Erfolge
- Polnischer Meister (2012)